# Jean Arbousset
Pour les articles homonymes, voir Arbousset.
Jean Arbousset, de son vrai nom Jean Bernard Arbousset, est un écrivain français né le 7 mai 1895 à Béziers et mort au front, fauché par une balle le 9 juin 1918 à Cuvilly (Oise).  
Sous-lieutenant au 4e régiment de Génie, au-delà de sa participation à la guerre il fut aussi poète, surnommé "Quinze grammes" en raison de son physique de jeune homme frêle. 
Sa seule publication est un recueil de poèmes du front Le Livre de quinze grammes, caporal  publié en 1917. Il est cité parmi d'autres écrivains morts pendant la Première Guerre mondiale sur une plaque commémorative au Panthéon de Paris.

## Biographie
Jean Arbousset aurait passé son baccalauréat à Marseille et préparé l'École normale supérieure au lycée Louis Le Grand à Paris.   
Il travailla bénévolement à la préfecture de Marseille, qui était désorganisée à la suite des mobilisations de 1914, au début de la Première Guerre mondiale.  
En 1915, il part à la guerre prenant part aux batailles de l’Argonne,  de la Somme, et de l'Aisne.  Il devient caporal, aspirant puis sous-lieutenant en suivant les cours de l’École de Guerre. Plein d'humour et de légèreté, ses compagnons lui donnent pour surnom "Quinze grammes" à cause de son physique frêle et féminin. Paul Géraldy disait du poète qu’il « avait dans les traits quelque chose de fin comme d’une femme, de malicieux comme d’un enfant." 
Il publia son journal de tranchée (disparu) Le percot de Quinze grammes. "Perco" dans l'argot poilu étant une information fantaisiste. Ses talents d'écrivain furent remarqués dans "L'envoi du front" qu'il confia au Souvenir, La revue du front de Jean des Vignes Rouges. 
Il est surtout connu pour son recueil de poème du front Le Livre de quinze grammes, caporal imprimé à Paris en 25 exemplaires en 1917. Il avait remis son manuscrit à Paul Géraldy pour qu'il le transmette à un éditeur, peu de temps avant qu'il ne soit fauché par une balle au front à l'âge de 23 ans.   

## Publication
Le livre de quinze grammes, caporal est un recueil d'une vingtaine de poèmes dont la tonalité tantôt tragique, tantôt plus légère et d'humeur badine évoque la guerre. Jean Arbousset, dans un style qui lui était propre, est parvenu à écrire une poésie légère qui parle essentiellement de la mort,.
Le critique littéraire et éditeur Eric Dussert, qui entreprend de faire renaitre des auteurs oubliés a fait la préface de l'édition du recueil paru lors de la commémoration de la Grande Guerre, chez Osbsidiane, en 2013. Pour lui, la mort est omniprésente dans les poèmes de Jean Arbousset et l'auteur essaie d'atténuer le tragique et le morbide en donnant à ses poèmes un rythme mélodieux. 
Après un article paru dans le premier volume de l’Anthologie des écrivains morts à la guerre (1929), c'est en 2002 que les éditions de L'Arbre proposent un large choix de ses poèmes, permettant aux publics contemporains de découvrir le poète de guerre. Quant à Eric Dussert, il publie ce que l'on peut qualifier d'"œuvres complètes" de Jean Arbousset, qu'il accompagne de documents le concernant.  
En raison de sa mort prématurée, le recueil de poèmes d'amour, achevé, qui devait s'appeler L'amour Monsieur et le roman de guerre qu'il était en train d'écrire, ne seront pas publiés et jamais retrouvés, tout comme ses derniers poèmes qui demeureront, comme le souligne Eric Dussert  "éparpillés dans la boue.". 

## Extraits
La chanson du sapeur
Au capitaine Laignier au chef aimé de la Cie 5/1 du Génie
I
Pour faire un puits et une mine,                                               
pour faire une mine et un puits,                                                
nos gradés ont pris une mine                                                   
grave, grave, très grave, et puis,                                            
pour faire un puits et une mine,
le capitaine a ordonné,                                                            
les sergents ont tous regardé...                                                
et le sapeur a travaillé.                                                       
Dans la mine,                                                               
dans la mine,                                                                  
bon sapeur, chemine, chemine...
En montant à Vauquois
Dans le ravin de la petite route, un mort,
puis deux, puis trois ... Ils sont couchés sur des sacs
le corps tordu, les doigts serrés, le teint livide.
Ils semblent, vaguement, vous regarder encore... 
Le cheval tué
Dans la boue et dans le sang,
sur la terre grise,
un vieux cheval agonise
et lance à chaque passant
l'appel désespéré d'un regard impuissant, ...